# 장욱 (1954년)
장욱(1954년 7월 6일 ~ )은 대한민국의 정치인이다. 제40대 군위군수를 역임했다.

## 역대 선거 결과
|  | 0% |

|  | 38.52% |

|  | 45.98% |

|  | 47.42% |

|  | 37.24% |